# Ernst O. Göbel
Ernst Otto Göbel (* 24. März 1946 in Seelbach, Oberlahnkreis) ist ein deutscher Physiker.
Göbel war vom 1. April 1995 bis zum 31. Dezember 2011 Präsident der Physikalisch-Technischen Bundesanstalt in Braunschweig. Er war von 1997 bis 2003 Präsident des Comité Consultatif d’Electricité (CCE) sowie von 1997 bis 2012 Mitglied des Internationalen Komitees für Maß und Gewicht (CIPM) der Meterkonvention in Paris und von Juli 2004 bis Ende 2010 auch dessen Präsident. Schwerpunkte seiner akademischen Arbeit sind die Festkörperphysik, insbesondere Halbleiterphysik und Halbleitertechnologie, die Laserphysik und Laserspektroskopie sowie die Metrologie.

## Ausbildung
Ernst O. Göbel wurde 1946 im hessischen Seelbach geboren. Nach seinem Abitur begann er 1966 das Studium der Physik und Mathematik an der Johann Wolfgang Goethe-Universität in Frankfurt am Main. Nach dem Wechsel an das physikalische Institut der Universität Stuttgart promovierte er 1973 mit einer Arbeit über das Thema Rekombinationseffekte bei hohen Anregungsdichten in GaAs und InP bei Manfred H. Pilkuhn zum Doktor der Naturwissenschaften. Danach blieb er an der Universität Stuttgart als wissenschaftlicher Assistent und schloss seine akademische Ausbildung 1979 mit der Habilitation und der Ernennung zum Privatdozenten ab.

## Akademische Laufbahn
Nach seiner Habilitation wechselte Ernst O. Göbel als wissenschaftlicher Assistent an das Stuttgarter Max-Planck-Institut für Festkörperforschung, um 1985 als Nachfolger von Josef Stuke den Lehrstuhl für Experimentelle Festkörperphysik an der Philipps-Universität in Marburg zu übernehmen. Forschungsschwerpunkt seiner Zeit in Marburg waren insbesondere die elektronischen und optischen Eigenschaften von Halbleitern. In dieser Zeit wurde am Fachbereich Physik ein interdisziplinäres Wissenschaftliches Zentrum für Materialforschung eingerichtet, das die intensive Zusammenarbeit zwischen Physikern und Chemikern im Bereich der Materialforschung ermöglicht.
Von 1995 bis 2011 war Göbel Präsident der Physikalisch-Technischen Bundesanstalt in Braunschweig. Seitdem ist er ebenfalls Honorarprofessor an der Philipps-Universität in Marburg und der Technischen Universität Braunschweig.

## Forschungen im Ausland
- 1975: Post-Doktorand bei den AT&T Bell Labs in Holmdel, New Jersey, USA
- 1983: Forschungsaufenthalt an der Universität Campinas, Brasilien
- 1989/90: erneut Forschungsaufenthalt (Sabbatical) bei den AT&T Bell Labs in Holmdel, New Jersey, USA

## Ehrungen und Mitgliedschaften
Im Jahr 1990 wurde Ernst O. Göbel der Max-Born-Preis der Deutschen Physikalischen Gesellschaft und des Institute of Physics in London verliehen.
1991 erhielt er den Gottfried-Wilhelm-Leibniz-Preis der Deutschen Forschungsgemeinschaft.
Im Jahre 1995 wurde er ausländisches Mitglied der Nationalen Akademie der Wissenschaften der Ukraine, seit 1996 ist er außerordentliches Mitglied der Berlin-Brandenburgischen Akademie der Wissenschaften und seit 2006 ausländisches Mitglied der Russischen Akademie für Metrologie. Er ist auch Mitglied der Deutschen Akademie der Technikwissenschaften (acatech).
Von 1997 bis 2003 war er Präsident des Comité Consultatif d’Electricité (CCE) der Meterkonvention, seit 1995 ist er Mitglied des DIN-Präsidiums als Vertreter der Metrologie.
Im Jahre 2003 wurde er zum Fellow of the Institute of Physics in London ernannt.
2010 erhielt er das Große Bundesverdienstkreuz.
2014 wurde ihm der DIN-Ehrenring verliehen.
Als vielzitierter Wissenschaftler hat Göbel 2021 laut Scopus einen h-Index von 48.